# Frédéric Cournet
Frédéric Constant Étienne Cournet (Lorient, 25 dicembre 1837 – Parigi, 23 maggio 1885) è stato un politico e giornalista francese, deputato dell'Assemblea Nazionale e poi membro del Consiglio della Comune di Parigi.

## Biografia
Figlio naturale di Constant-Frédéric Cournet (1809-1852), deputato della Saône-et-Loire all'Assemblea Nazionale del 1848, e dell'attrice Jeanne Sophie Joséphine Delanoy (1814-1881), fece diversi mestieri fino a diventare, nel 1868, redattore del Réveil di Delescluze. Fu più volte incarcerato sotto il regime bonapartista.
Durante l'assedio prussiano di Parigi del 1870 comandò un battaglione di Guardie nazionali e poi partecipò al sollevamento del 31 ottobre contro il governo di Difesa nazionale. L'8 febbraio 1871 fu eletto deputato all'Assemblea Nazionale.
Dopo la giornata del 18 marzo fu tra coloro che tentarono una conciliazione tra i comunardi e il governo Thiers. Il 26 marzo 1871 venne eletto al Consiglio della Comune, divenendo membro della Commissione di Sicurezza generale, della Commissione esecutiva e infine della Commissione Guerra. Votò a favore dell'istituzione del Comitato di Salute pubblica.
Durante la Settimana di sangue si oppose, con Eugène Varlin, alla fucilazione degli ostaggi della rue Haxo. Fuggito a Londra alla caduta della Comune, fu condannato a morte in contumacia. Tornato in Francia con l'amnistia del 1880, tornò a legarsi ai blanquisti e a praticare il giornalismo. È sepolto nel cimitero di Père-Lachaise.